# Slavsk
Slavsk (Russisch: Славск, Duits: Heinrichswalde; Pools: Jędrzychowo; Litouws: Gastos) is een stad in de Russische oblast Kaliningrad.
Het is gelegen ten westen van Sovjetsk (het vroegere Tilsit). De stad ligt aan de spoorlijn Sovjetsk-Kaliningrad. In 1946 werd de stad Heinrichswalde herdoopt in Slavsk, vernoemd naar het Slavische volk.
Het heeft een bevolkingsaantal van 5.712 (Russische volkstelling).
Bestuurlijk centrum: Kaliningrad

Bagrationovsk · Baltiejsk · Goerjevsk · Goesev · Gvardejsk · Krasnoznamensk · Ladoesjkin · Lozovoje · Mamonovo · Neman · Nesterov · Ozjorsk · Pionerski · Polessk · Pravdinsk · Slavsk · Sovjetsk · Svetlogorsk · Svetly · Tsjernjachovsk · Vesjoloje · Zelenogradsk